# المراغي (القفر)

تعديل مصدري - تعديل

المراغي محلة تابعة لقرية بني شعيب، التابعة لعزلة بني سيف السافل بمديرية القفر إحدى مديريات محافظة إب في الجمهورية اليمنية، بلغ تعداد سكانها 41 حسب تعداد اليمن لعام 2004.